# Michail Jefimowitsch Katukow

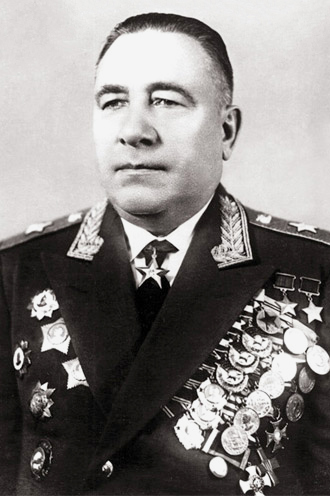
Michail Jefimowitsch Katukow

Michail Jefimowitsch Katukow (russisch Михаил Ефимович Катуков; * 4.jul. / 17. September 1900greg. in Bolschoje Uwarowo; † 8. Juni 1976 in Moskau) war ein sowjetischer Marschall der Panzertruppen.

## Leben

### Frühe Militärkarriere
Katukow nahm 1917 an der Oktoberrevolution in Petrograd teil. 1919 trat er in Kolomna bei der Roten Armee ein und wurde dem 484. Schützen-Regiment der 54. Schützen-Division zugeteilt. Er war während des Bürgerkrieges an der Bekämpfung der Don-Kosaken im Kubangebiet beteiligt. Im Rahmen der 57. und 4. Schützen-Division kämpfte er 1920 im Sowjetisch-Polnischen Krieg an der Westfront. Im Dezember 1920 wurde Katukow nach Mogilew kommandiert und besuchte dort einen Führerkurs an einer Infanterieschule. Seit 1922 diente er bei der 27. Schützen-Division und befehligte dort ein Schützenbataillon. Im Dezember 1931 wurde er Stabschef des 80. Schützen-Regimentes, 1932 trat er der KPdSU bei. Im Juni 1932 wechselte Katukow zu den mechanisierten Truppen und wurde Chef des Stabes der 5. mechanisierten Brigade in Borisow. Im September 1933 wurde er Kommandant des Ausbildungsbataillons bei derselben Einheit. Im Oktober 1934 wurde er zum Chef der Operationsabteilung der 134. mechanisierten Brigade (45. mechanisiertes Korps) im Militärbezirk Kiew ernannt. 1935 absolvierte er einen Führerkurs für mechanische Truppen an der Militärakademie. Ab September 1937 war er Chef des Stabes der 135. Schützen-Brigade und am 17. Februar 1938 wurde er zum Oberst ernannt. Seit April 1938 war er Chef des Stabes des 45. mechanisierten Korps und im Oktober 1938 übernahm er die 5. Panzerbrigade des 25. Panzerkorps. Im Juli 1940 wechselte er als Kommandeur zur 38. Panzer-Brigade. Im November 1938 erhielt er dann das Kommando über die in Schepetowka stationierte 20. Panzerdivision.

### Kommandos im Zweiten Weltkrieg
Nach Beginn des Unternehmens Barbarossa führte er die 20. Panzer-Division im Verband des 9. mechanischen Korps in der Panzerschlacht bei Dubno-Luzk-Riwne. Im August 1941 wurde er Kommandeur der 4. Panzerbrigade, die im Raum Mzensk und Wolokolamsk aufmarschierte. Die Truppen von Oberst Katukow zeichneten sich ab Oktober 1941 am südlichen Flügel der Schlacht um Moskau aus, seine Panzerbrigade half in der Panzerschlacht bei Mzensk den Vorstoß der deutschen 2. Panzerarmee im Raum Tula zu stoppen. Für diese Leistungen wurde Katukows 4. Panzerbrigade in 1. Garde-Panzerbrigade umbenannt, er selbst erhielt am 10. November 1941 den Rang Generalmajor. Im April 1942 wurde Katukow zum Kommandeur des bei Woronesch verteidigenden 1. Panzerkorps ernannt, ab September 1942 hatte er die Führung des 3. mechanisierten Korps bei der Kalininer Front übernommen.
Am 18. Januar 1943 wurde Katukow zum Generalleutnant befördert. Am 30. Januar erhielt er bis zum Ende des Krieges den Oberbefehl über die 1. Panzerarmee, die am 25. April 1944 in 1. Gardepanzerarmee umbenannt wurde.
Im Juli 1943 nahm die 1. Panzerarmee an der Schlacht von Kursk teil. Katukows Truppen führten zusammen mit der 6. Gardearmee im Raum Obojan die Abwehrkämpfe gegenüber dem deutschen XXXXVIII. Panzerkorps. Im Herbst 1943 kämpfte er während der Belgorod-Charkower Operation und Ende Dezember in der Shitomir-Berditschewer Operation.
Im Frühjahr 1944 beteiligte sich die 1. Panzerarmee erfolgreich an der Proskurow-Czernowitzer Operation. Am 10. April 1944 wurde Katukow zum Generaloberst befördert.
Im Rahmen der 1. Ukrainischen Front nahmen seine Truppen im Sommer und Herbst 1944 an der Lwiw-Sandomierz-Operation teil. Für die Führung in dieser Offensive wurde Katukow am 23. September 1944 mit dem Titel Held der Sowjetunion ausgezeichnet. Als Teil der 1. Weißrussischen Front stieß die 1. Gardepanzerarmee im Januar 1945 in der Weichsel-Oder-Operation aus dem Brückenkopf Magnuszew über Łódź und Gnesen zur Oder vor. Im Februar und März 1945 nahmen seine Truppen an der Besetzung von Ostpommern teil und drangen über Kolberg zur Ostsee durch. Am 6. April wurde er zweitmalig als Held der Sowjetunion geehrt. Katukows Armee kehrte zur 1. Weißrussischen Front zurück und nahm Mitte April an der Berliner Operation teil. Nach dem Durchbruch in der Schlacht um die Seelower Höhen am 19. April umgingen Katukows Truppen die deutsche Verteidigung und konnten zusammen mit der 8. Gardearmee ins Stadtzentrum von Berlin vordringen.

### Nachkriegszeit
Nach Kriegsende heiratete Katukow die Feldscherin Jekaterina Sergejewna Lebedewa, die während des Krieges an seiner Seite gearbeitet hatte. Im Sommer 1945 wurde er zum Chef der Sowjetischen Militäradministration (SMA) in Sachsen mit Sitz in Dresden ernannt. Er blieb dort bis 1947 im Amt und bekleidete dann Posten in der Roten Armee. 1955 wurde Katukow zum Generalinspekteur des Verteidigungsministeriums der UdSSR ernannt. Am 5. Oktober 1959 erfolgte die Ernennung zum Marschall der Panzertruppen.
Sein Grab befindet sich auf dem Nowodewitschi-Friedhof in Moskau, dem bekanntesten Ehrenfriedhof Russlands.

## Auszeichnungen (Auswahl)
- Stern des Helden der Sowjetunion (zweimal)
- Leninorden (viermal)
- Rotbannerorden (dreimal)
- Orden „Für den Dienst am Vaterland in den Streitkräften der UdSSR“, II. Klasse

## Ehrungen
Katukow wurde am 8. Mai 1965 in Ost-Berlin das Berliner Ehrenbürgerrecht anlässlich des 20. Jahrestages der Befreiung verliehen. Es wurde ihm am 29. September 1992 aberkannt.